# Elías Mendoza Habersperger
Elías Marcelo Mendoza Habersperger (Miraflores, Lima, 9 de agosto de 1933 - Lima, 25 de noviembre de 2023) fue un abogado, diplomático y político peruano. Miembro de Acción Popular, fue ministro de Justicia y Culto (1968); diputado por Lima (1980-1985) y presidente de la Cámara de Diputados (1984-1985). Fue también fundador del Estudio Mendoza Habersperger Abogados y presidente del Club de la Unión durante un largo periodo.

## Biografía
Fue hijo de Luis Mendoza Almenara y Dolores María Claudia Fermina Habersperger Fort. Estudió en el Colegio Sagrados Corazones Recoleta. En 1950 ingresó a la Facultad de Ciencias de la Universidad Nacional Mayor de San Marcos pero luego orientó su vocación a otros rumbos e ingresó a la Facultad de Letras de la Pontificia Universidad Católica del Perú, trasladándose luego a la Facultad de Derecho de San Marcos, donde se graduó de bachiller y obtuvo el título de abogado. Además, cursó estudios en la Escuela de Gerencia Política del Centro Interamericano de Estudios Políticos de Venezuela. 
Ingresó por concurso al Servicio Diplomático, laborando en Lima y en comisiones en Francia y Argentina. Estando en camino a Buenos Aires, de retorno a su labor diplomática, se enteró del golpe de Estado del 18 de julio de 1962 contra el presidente Manuel Prado Ugarteche, por lo que, ni bien piso suelo argentino, renunció a sus funciones de vicecónsul y de Tercer Secretario en la embajada.  En agosto del mismo año retornó a Lima, y se consagró a la abogacía. Laboró como abogado de la compañía de aviación Panagra, llegando a ser Gerente Legal. 
Fue regidor de la Municipalidad de Lima Metropolitana, donde ejerció como inspector de los programas de recreación popular y juvenil y de asistencia social a la vejez desvalida (1963). Durante el primer gobierno del arquitecto Fernando Belaúnde Terry, fue restituido al Servicio Diplomático y ascendido a Segundo Secretario. Fue, además, gerente general de la Sociedad de Beneficencia Pública de Lima (1966).
En la tarde del 2 de octubre de 1968, juró como ministro de Justicia y Culto, integrando el gabinete presidido por Miguel Mujica Gallo. Sin embargo, en la madrugada siguiente (3 de octubre) ocurrió el golpe de Estado encabezado por el general Juan Velasco Alvarado. En la noche, Elías Mendoza forzó el ingreso a Palacio de Torre Tagle (sede de la cancillería), desde donde convocó a los miembros del Gabinete Mujica para enfrentar la grave situación. En la madrugada siguiente (4 de octubre), enterado de la inminente deportación del presidente Belaúnde a Buenos Aires, Mendoza impartió instrucciones a la embajada del Perú en Argentina para el recibimiento del mandatario depuesto, así como para la organización de una conferencia de prensa internacional. Ese mismo día, Mendoza y los demás ministros belaundistas fueron detenidos y conducidos al Cuartel El Potao del Rímac. 
Fue liberado, pero quedó sometido a severa vigilancia por parte de la Seguridad del Estado. Fue entonces cuando se inscribió en Acción Popular y, simultáneamente, ejerció la abogacía, defendiendo a funcionarios del gobierno depuesto y algunas empresas periodísticas opositoras a la dictadura militar. En 1975 fue deportado a Dinamarca. Luego pasó a Nueva York, donde trabajó en las oficinas de Panagra. A su pedido, fue trasladado a Buenos Aires, donde radicó hasta 1977, año en que retornó al Perú, durante el gobierno del general Francisco Morales Bermúdez. Fue elegido secretario general departamental de Lima de Acción Popular. En 1979, a propuesta de Belaúnde, fue incorporado al Comité Político de su partido. Asimismo, por esa época constituyó, junto con un grupo de amigos, el Estudio Mendoza Habersperger Abogados. 
En 1980, integró la lista parlamentaria de Acción Popular, siendo elegido Diputado por Lima, alcanzando la más alta votación nacional. Fue designado vocero político de su partido en la Cámara de Diputados durante todo el periodo parlamentario (1980-1985). En 1984 fue elevado a la presidencia de la Cámara de Diputados, siendo su gestión reconocida en buenos términos por todos los grupos políticos, al término de la misma.
En junio de 1985 propició la fundación del Grupo Parlamentario de Acción Popular, organismo integrado por quienes han sido o son parlamentarios acciopopulistas. 
Fue Cónsul General Honorario de Turquía en el Perú (1985-2010), así como decano del Cuerpo Consular acreditado ante el Gobierno del Perú y miembro de la Comisión Consultiva del Ministro de Relaciones Exteriores. 
En 2002, congresistas de los siete grupos parlamentarios lo propusieron como Defensor del Pueblo. En 2007 y en 2012, fue propuesto en el Congreso como candidato a magistrado del Tribunal Constitucional del Perú. 
En diciembre de 2008, el Grupo Parlamentario de Acción Popular lo eligió por unanimidad como precandidato a la Presidencia de la República para las elecciones generales del 2011,  siendo inscrito oficialmente como tal por el Comité Electoral Nacional del partido, en abril del 2009. Pero declinó a dicha candidatura en 2010, alegando el derecho individual de la militancia acciopopulista a elegir directamente a los candidatos del partido a cualquier cargo público.
Fue presidente del Club de la Unión y, además, fue autor de numerosos artículos políticos en el diario La Prensa y en la Revista Caretas.

## Condecoraciones
- Orden El Sol del Perú en el Grado de Gran Cruz.
- Medalla de Honor del Congreso de la República en el Grado de Gran Cruz.
- Medalla de Honor de la Cámara de Diputados del Perú en el Grado de Gran Cruz.
- Orden al Mérito por Servicios Distinguidos en el Grado de Gran Cruz.